# Montet-et-Bouxal
Montet-et-Bouxal é uma comuna francesa na região administrativa de Occitânia, no departamento de Lot. Estende-se por uma área de 11,51 km². Em 2010 a comuna tinha 221 habitantes (densidade: 19,2 hab./km²).